# Mount Zimmerman
Mount Zimmerman ist ein 1010 m hoher und raumgreifender Berg an der Borchgrevink-Küste des ostantarktischen Viktorialands. In der östlichen Mountaineer Range ragt er innerhalb der Mündungen des Meander Glacier, des Mariner- und des Boyer-Gletschers auf. Abgesehen von steilen Felsenkliffs an seiner Nordflanke ist der Berg vereist.
Das Advisory Committee on Antarctic Names benannte ihn 2005 nach dem US-amerikanischen Geologen und Ozeanographen Herman Beryl Zimmerman, der zwischen 1999 und 2005 in unterschiedlicher Funktion für die National Science Foundation in Antarktika tätig war.